# کیرچ‌لیک (آرهاوی)
کیرچ‌لیک (به ترکی استانبولی: Kireçlik) یک منطقهٔ مسکونی در ترکیه است که در آرهاوی واقع شده‌است. کیرچ‌لیک ۱۲۱ نفر جمعیت دارد.